# Miki Ito
Miki Ito (Japans: 伊藤 みき, Itō Mik) (Hino (Shiga) (Prefectuur Shiga), 20 juli 1987) is een Japanse freestyleskiester die is gespecialiseerd op het onderdeel moguls. Ze vertegenwoordigde haar vaderland op de Olympische Winterspelen 2006 in Turijn en op de Olympische Winterspelen 2010 in Vancouver.

## Carrière
Bij haar wereldbekerdebuut, in februari 2004 in Inawashiro, scoorde Ito direct haar eerste wereldbekerpunten. Een jaar later behaalde ze in Inawashiro haar eerste toptienklassering in een wereldbekerwedstrijd. Op de wereldkampioenschappen freestyleskiën 2005 in Ruka eindigde de Japanse als zeventiende op het onderdeel dual moguls en als 21e op het onderdeel moguls. Tijdens de Olympische Winterspelen van 2006 in Turijn eindigde Ito als twintigste op het onderdeel moguls.
In Madonna di Campiglio nam ze deel aan de wereldkampioenschappen freestyleskiën 2007. Op dit toernooi eindigde ze als veertiende op het onderdeel dual moguls en als zeventiende op het onderdeel moguls. In februari 2009 stond de Japanse in Voss voor de eerste maal in haar carrière op het podium van een wereldbekerwedstrijd. Op de wereldkampioenschappen freestyleskiën 2009 in Inawashiro veroverde Ito de zilveren medaille op het onderdeel dual moguls, op het onderdeel moguls eindigde ze op de vierde plaats. Tijdens de Olympische Winterspelen van 2010 in Vancouver eindigde ze als twaalfde op het onderdeel moguls.
In Almaty nam de Japanse deel aan de Aziatische Winterspelen 2011. Op dit toernooi sleepte ze de zilveren medaille op het onderdeel moguls en de bronzen medaille op het onderdeel dual moguls in de wacht. Op 24 februari 2013 boekte Ito in Inawashiro haar eerste wereldbekerzege. Op de wereldkampioenschappen freestyleskiën 2013 in Voss veroverde de Japanse de zilveren medaille op zowel het onderdeel moguls als het onderdeel dual moguls.

## Resultaten

### Olympische Spelen
| Jaar | Plaats    | Resultaten |
| ---- | --------- | ---------- |
| 2006 | Turijn    | 20e Moguls |
| 2010 | Vancouver | 12e Moguls |

### Wereldkampioenschappen
| Jaar | Plaats               | Resultaten                 |
| ---- | -------------------- | -------------------------- |
| 2005 | Ruka                 | 17e Dual Moguls 21e Moguls |
| 2007 | Madonna di Campiglio | 14e Dual Moguls 17e Moguls |
| 2009 | Inawashiro           | Dual Moguls · 4e Moguls    |
| 2013 | Voss                 | Dual Moguls · Moguls       |

### Wereldbeker
Eindklasseringen
| Seizoen   | Algm | MO  |
| --------- | ---- | --- |
| 2003/2004 | 105e | 33e |
| 2004/2005 | 81e  | 27e |
| 2005/2006 | 60e  | 18e |
| 2006/2007 | 35e  | 15e |
| 2007/2008 | 27e  | 10e |
| 2008/2009 | 18e  | 6e  |
| 2009/2010 | 55e  | 9e  |
| 2010/2011 | 67e  | 21e |
| 2011/2012 | 20e  | 7e  |
| 2012/2013 | 22e  | 6e  |
| 2015/2016 | 95e  | 22e |
| 2016/2017 | 148e | 31e |
| 2017/2018 | 104e | 20e |
| 2018/2019 | 141e | 32e |

Wereldbekerzeges
| Datum            | Plaats     | Onderdeel   |
| ---------------- | ---------- | ----------- |
| 24 februari 2013 | Inawashiro | Dual Moguls |